# 橘秀樹
橘 秀樹（たちばな ひでき、1988年9月6日 - ）は、日本の俳優。映画、Vシネマ、ピンク映画を中心に出演している。同名のアニメーション監督もいるが別人。

## 出演

### 映画
- スケベ研究室 絶倫強化計画（2015年、国沢実監督） - 草野安雄 役[1][2]
- 淫欲開花！魅惑のラブハウス（2016年、池島ゆたか監督） - 大竹 役
- 大人志願 恥じらいの発情（2016年、竹洞哲也監督） - 河田真生 役[3][4]
- 欲求不満な三姉妹（2016年、竹洞哲也監督） - キタノシュン 役
- やわ乳太夫 月夜の恋わずらい（2016年、荒木太郎監督） - 気持楯男 役[5]
- 初恋とナポリタン（2017年、竹洞哲也監督） - 元カレ役[6]
- 萌え盛るアイドル エクスタシーで犯れ!（2016年、国沢実監督） - ファン 役
- めぐる快感 あの日の私とエッチして（2016年、渡辺元嗣監督） - 大森修平 役
- シーサイドバラッド（2016年、加藤義一監督） − 水木素郎 役
- 未亡人下宿? 谷間も貸します（2016年、清水大敬監督） - 野島 役
- 黒い過去帳 私を責めないで（2017年、浜野佐知監督）- AV男優 役
- 性春リバーサイド ふたりでイこう（2017年、池島ゆたか監督） - 遠藤マコト 役
- サイコウノバカヤロウ（2017年、竹洞哲也監督）
- 出会ってないけど、さようなら（2017年、竹洞哲也監督） - 白井 役
- ハミ尻ダンプ姐さん キンタマ汁、積荷違反（2017年、清水大敬監督） - 佐々木 役
- 愛憎の嵐 引き裂かれた白下着（2017年、加藤義一監督） − 四谷蒼汰 役
- 妻たちの宴 不倫痴態（2017年、池島ゆたか監督） - 岡田 役
- 美少女剣士 月に向かっておシゴキよ!（2017年、清水大敬監督） - 大石健児 役
- 二人の巨乳妻 ～美和と茜～（2017年、池島ゆたか監督） - JUN坂本 役
- 肉体販売 濡れて飲む（2017年、加藤義一監督） − 進藤龍彦 役
- 続・未亡人下宿 エロすぎちゃってごめんなさい（2018年、清水大敬監督） - 米田 役

- 岬の兄妹（2018年、片山慎三監督）
- 未来の足音（2018年、竹洞哲也監督） - ビラを配る大学生 役[7]
- プラネット・オブ・アメーバ（2018年、越坂康史監督） - 男 役
- ピンク・ゾーン3 ダッチワイフ慕情（2020年、国沢実監督） - ヒデキ 役[8]
- 狂い咲きニシムラ（2020年、越坂康史監督） - 東 役
- ハーレム銀河 お乳の虜（2024年10月4日、国沢実監督）[9]
- 人妻の指運動 濃厚お胸体験（2025年4月4日、加藤義一映画）

### オリジナルビデオ
- 48hours（2016年、越坂康史監督）[10] - 大柴祐二役
- 新・嬢王ゲーム SEX or LOVE（2016年、山内大輔監督） - 正一 役
- 夜王誕生 ～女を喰らう男たち～（2016年、山内大輔監督） - サトル 役
- 女闇金 -千鶴- 金にまみれたSEX地獄（2017年、山内大輔監督） - サトル 役
- ブレインウォッシュ 洗脳（2017年、越坂康史監督） - 沖田康彦 役
- ホームジャック トライアングル（2018年、越坂康史監督） - 松田正志 役
- 2×1 ツー・バイ・ワン（2019年、越坂康史監督） - 矢村健 役
- 温泉童貞～快楽源泉かけ流し～（2019年、小淵アキラ監督） - 由美の夫 役
- 美女メシ! 花音のセクシーサンドイッチ（2020年、小淵アキラ監督） - 柳沢修二 役
- 闇の女セクシーハンター 美女が裁く裏社会の肉欲（2020年、清水大敬監督） - 鮫島の手下 役
- 人妻家庭教師（2020年、カワノゴウシ監督） - 仁科隆之 役[11]
- デリシャスボディガール・美咲 妖艶未亡人と愛欲たっぷりハンバーグ（2020年、小淵アキラ監督） - 池田勇作 役
- セクシータイム・リターン（2020年、国沢実監督） - 稲垣貞雄 役[12]
- デリシャスボディガール・瞳 超高級食パンのセクシーディナーを召し上がれ（2021年1月、シネポップ）‐ 南ヒロアキ 役[13]
- ホームジャック ロックダウン（2021年、越坂康史監督） - 犬飼栄一 役
- ミッドナイト・シンデレラ（2021年、カワノゴウシ監督） - 青山照吉 役
- セクシータイム・リバース（2021年4月、国沢実監督、竹書房）
- 極道アパート メゾン・ド・エロスへようこそ（2021年、月下秀之監督） - ケン 役
- あ・べ・こ・べ　セクシーボディ姉妹のHなヒミツ（2021年10月6日、国沢実監督、オーパーツ、高澤）
- 極道アパートPartII 僕とあの娘のエクスタシーDAYS  （2021年、月下秀之監督） - 滉一 役
- ザ・娼年倶楽部5 竿師が与える無限の快感と恍惚（2022年、貝原クリス亮監督）-前島一誠役
- 極道アパート partIII 甘～くキケンなSEXY共同生活 （2022年、月下秀之監督） - 真山俊夫 役
- 不倫のルール 禁断の媚薬（2024年6月5日、ブリーズ、カワノゴウシ監督）[14]